# E. Flores-R. Carpio
E. Flores-R. Carpio fue un dúo de compositores integrado por Erwin Flores y Rolando Carpio que incluía las canciones compuestas por ambos.
Sólo duró aproximadamente dos años ya que la banda se disolvió por motivos desconocidos.
Erwin Flores y Rolando Carpio fueron la cabeza para formarción de los sonidos tan participar en la épocas y también para el desarrollo de Los Saicos.

## Historia
Erwin Flores ya tenía la letra de algunas canciones antes de ser un Saicos, lo que le faltaba era la música, es por eso que cuando regresa de estudiar a Brasil, llega con una guitarra y despide crear una banda.
Después de unos meses César Castrillón trae a Rolando Carpio, apodado el Chino, de la banda de su vecino, Los Steivos, y se empiezan a amistar y a componer.

### Composiciones
Erwin escribía las canciones y El Chino se encargaba de sacarle algunos arreglos, aunque la mayoría de veces el Chino Caprino sacan los acordes y Erwin iba a su casa a sacar la letra con ayuda de su guitarra, lo cual lograba hacer en una noche, Carpio era quien hacía los arreglos musicales a las canciones y afinaba los instrumentos, ya que él era el único “músico” según los integrante de Los Saicos.
Erwin ha comentado en más de una ocasión en algunas entrevistas la razón del por qué los gritos: 

"Yo andaba muy frustrado en aquella época. Estaba estudiando agronomía porque mi familia tenía cafetales, pero la guerrilla los quemó y perdí todo aliciente para seguir en ese mundo para mí extraño del campo".
Erwin Flores

En otras entrevistas Flores dice muy cómodo la razón del porqué de los gritos en las canciones:

«Yo gritaba porque no sabía cantar».
Erwin Flores